# Your Love Alone Is Not Enough
"Your Love Alone Is Not Enough" é uma canção da banda britânica de rock Manic Street Preachers, lançada em abril de 2007 como o segundo single do álbum Send Away the Tigers, lançado no mesmo ano.
Gravada como um dueto entre o vocalista James Dean Bradfield e a cantora convidada Nina Persson, com participações vocais do baixista Nicky Wire, foi inspirada por vários motivos. Um deles, segundo Nicky, foi o desaparecimento do guitarrista Richey Edwards, enquanto o último verso foi uma linha de uma nota de suicídio deixada por alguém próximo da banda.
Além disso, a canção faz referência a outro hit dos Manics, "You Stole the Sun from My Heart", traz um verso de "Wish You Were Here", do Pink Floyd, outro verso que referencia "I Can See for Miles" do The Who e uma ligação ao álbum Exile on Main St., dos Rolling Stones.
A faixa alcançou a segunda posição na parada de singles do Reino Unido e se tornou um dos maiores sucessos da banda e venceu o Q Awards na categoria de melhor canção.

## Faixas
CD single
1. "Your Love Alone Is Not Enough" – 3:57
2. "Boxes & Lists" – 3:56

Maxi CD single
1. "Your Love Alone Is Not Enough" – 3:57
2. "Love Letter to the Future" – 3:44
3. "Welcome to the Dead Zone" – 3:42
4. "Little Girl Lost" – 2:14

7"
1. "Your Love Alone Is Not Enough" – 3:55
2. "Fearless Punk Ballad" – 3:59

Download digital
1. "Your Love Alone Is Not Enough" – 3:55
2. "Your Love Alone Is Not Enough" (James Solo Acoustic) – 3:59
3. "Your Love Alone Is Not Enough" (Nina Solo Acoustic) – 3:59

CD promocional
1. "Your Love Alone Is Not Enough" – 3:59
2. "Your Love Alone Is Not Enough" (Instrumental) – 3:57

## Desempenho nas paradas
| Parada (2007)             | Melhor posição |
| ------------------------- | -------------- |
| UK Singles Chart          | 2              |
| Swiss Singles Chart       | 66             |
| Irish Singles Chart       | 7              |
| New Zealand Singles Chart | 20             |
| Dutch Singles Chart       | 78             |
| BEL Singles Chart         | 7              |
| Swedish Singles Chart     | 48             |
| Danish Singles Chart      | 25             |
| Norwegian Singles Chart   | 5              |

## Ficha técnica
Banda
- James Dean Bradfield - vocais, guitarra
- Nicky Wire - baixo, vocais
- Sean Moore - bateria

Outros músicos
- Nina Persson - vocais
- Dave Eringa - produção musical